# Tebul Barat
Tebul Barat is een bestuurslaag in het regentschap Pamekasan van de provincie Oost-Java, Indonesië. Tebul Barat telt 1246 inwoners (volkstelling 2010).